# Jenna Bassová
Jenna Cato Bassová (nepřechýleně Jenna Bass; * 1986) je jihoafrická filmová režisérka, fotografka a spisovatelka. Pod jménem Constance Myburgh napsala povídky, z nichž jedna byla v roce 2012 nominována na Caineovu cenu.

## Raný život
Bassová se narodila v Londýně v Anglii a vyrostla v Jižní Africe. Praktikovala magii na College of Magic. Vystudovala kampus AFDA v Kapském Městě, Školu kreativní ekonomiky.

## Kariéra
V roce 2011 Bassová založila žánrový fiktivní časopis Jungle Jim. Číslo 6 představilo její noirovou detektivku „Lovec Emmanuel“ o vyšetřování vraždy rozřezané prostitutky. Příběh byl v roce 2012 nominován na Caineovu cenu za africké psaní.
Autorčin první celovečerní film Love the One You Love byl natočen za „nanorozpočet“ pomocí ručních spotřebitelských kamer a částečně improvizovaného scénáře. Film vyprávěl příběh sexuální telefonní operátorky, která vyjednávala o svém vztahu se svým přítelem a zvažovala přestěhování do Koreje. Film získal cenu za nejlepší jihoafrický hraný film na Mezinárodním filmovém festivalu v Durbanu 2014.
High Fantasy (2017) byl satirický thriller o skupině mladých cestovatelů, kteří si záhadně vymění svá těla na výletě v kempu. Film, který byl opět natočen na iPhony za použití improvizace, zkoumal „nepořádnou spleť rasové, třídní a genderové identity v současné Jižní Africe“. 
Flatland (2019), čistě ženský žánrový mashup jihoafrický kýč-western, byl natočen s větším rozpočtem.  Byl vybrán jako úvodní film na Berlinale Panorama 2019. 

## Dílo

### Povídky
- (jako Constance Myburgh) 'Díra v zemi', Jungle Jim, č. 2
- (jako Constance Myburgh) 'Hunter Emmanuel, Jungle Jim, č. 6

### Filmografie
| Rok  | Titul                 | Režisérka | Scénář | Produkční | Kamera | Ostatní           | Poznámky                             |
| ---- | --------------------- | --------- | ------ | --------- | ------ | ----------------- | ------------------------------------ |
| 2010 | The Tunnel            | Ano       | Ano    | Ano       |        |                   | Část snímku Africa First: Volume One |
| 2014 | Love the One You Love | Ano       | Ano    | Ano       | Ano    | Editor, produkce  |                                      |
| 2017 | High Fantasy          | Ano       | Ano    | Ano       | Ano    |                   |                                      |
| 2018 | Rafiki                |           | Ano    |           |        |                   |                                      |
| 2019 | Sizohlala             | Ano       | Ano    |           |        |                   | Krátký film                          |
| 2019 | Flatland              | Ano       | Ano    |           |        |                   |                                      |
| 2019 | Neighbours            | Ano       |        |           |        |                   |                                      |
| 2021 | Good Madam            | Ano       | Ano    | Ano       | Ano    | Produkce, casting |                                      |
| 2021 | Tug of War            |           | Ano    |           |        |                   |                                      |